# ویلفرد بونگی
ویلفرد بونگی (انگلیسی: Wilfred Bungei؛ زادهٔ ۲۴ ژوئیهٔ ۱۹۸۰) دونده دو نیمه‌استقامت اهل کنیا بود.